# American Philosophical Society

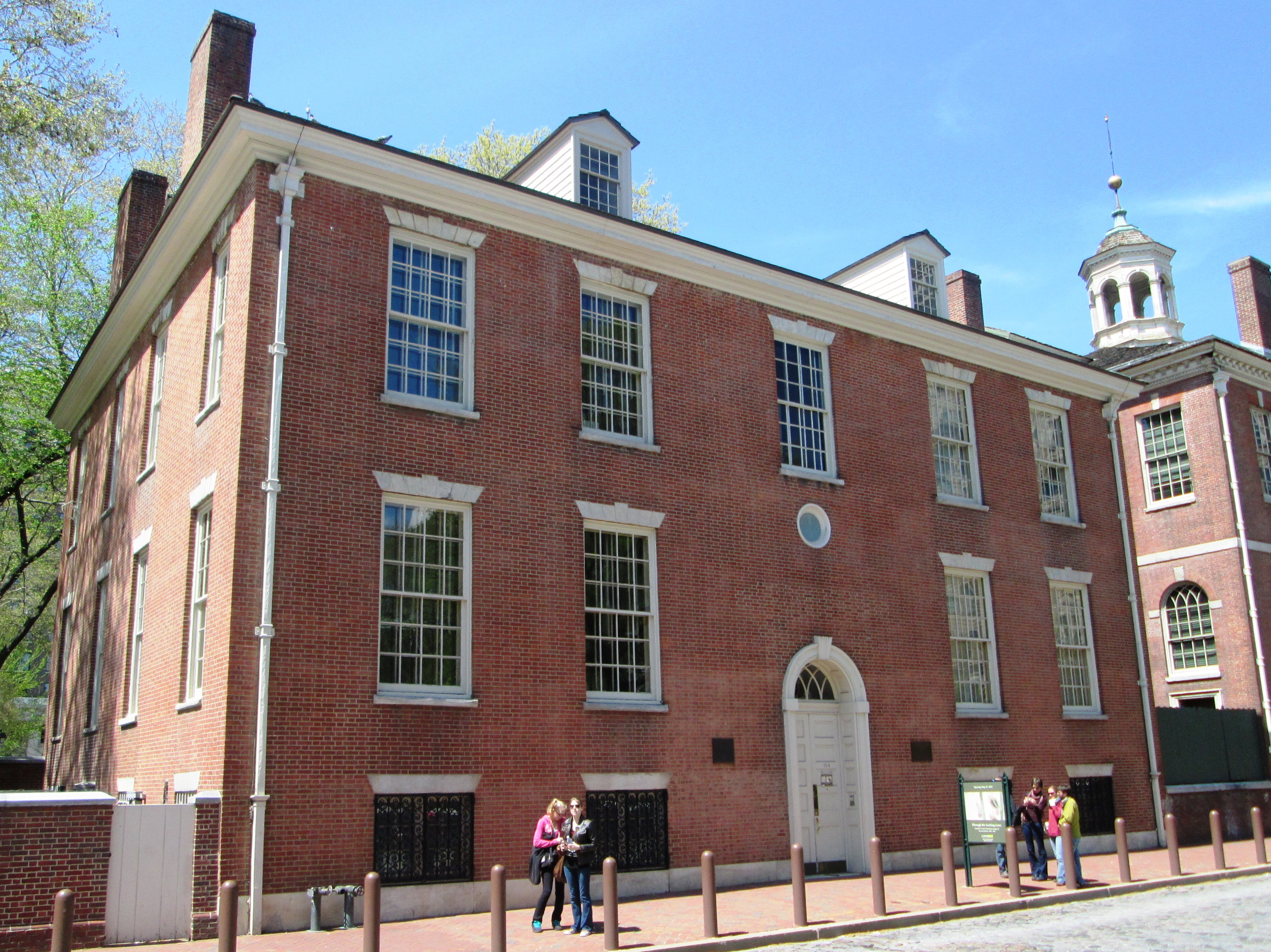
American Philosophical Society Hall

American Philosophical Society (APS, česky Americká filozofická společnost), založená v roce 1743 a sídlící ve Filadelfii, je přední vědecká organizace s mezinárodní pověstí, která podporuje znalosti v přírodních a humanitních vědách prostřednictvím vědeckého bádání, odborných setkání, publikací, knihoven a podpory odborné komunity. Je považována za první učenou společnost ve Spojených státech a hrála důležitou roli v americkém kulturním a intelektuálním životě více než 270 roků.
Prostřednictvím výzkumných grantů, vydávaných časopisů, American Philosophical Society Museum, rozsáhlé knihovny a pravidelných setkání, společnost i nadále podporuje celou řadu disciplín v humanitních a přírodních vědách. Philosophical Hall, nyní muzeum, se nachází bezprostředně na východ od Independence Hall a byla prohlášena za kulturní památku v roce 1966; spolu s Independence National Historical Park.

## Dějiny
Původně nazvaná Philosophical Society, byla společnost založena 1743 Benjaminem Franklinem a Johnem Bartramem jako odnož dřívější klubu Junto. Byla založena dva roky po Pensylvánské univerzitě a instituce zůstaly nadále úzce svázané.

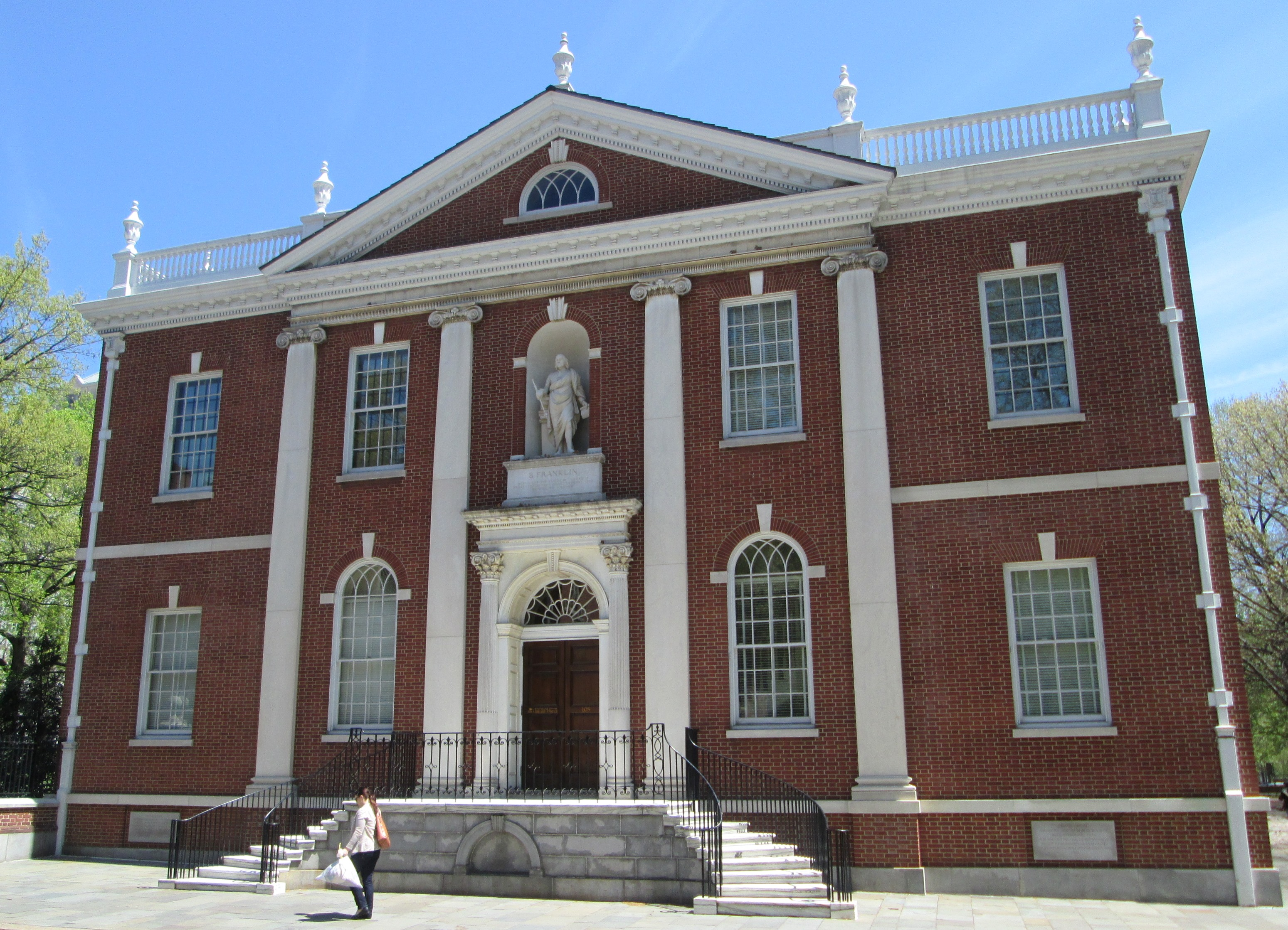
Library Hall (2013)

Od svého vzniku společnost přitahovala nejlepší mozky Ameriky. Členy byli George Washington, John Adams, Thomas Jefferson, Alexander Hamilton, James McHenry, Thomas Paine, David Rittenhouse, Nicholas Biddle, Owen Biddle, Benjamin Rush, James Madison, Michael Hillegas, John Marshall, a John Andrews. Společnost také rekrutovala filozofy z jiných zemí jako členy (Alexander von Humboldt, Gilbert du Motier, markýz de La Fayette, Friedrich Wilhelm von Steuben, Tadeusz Kościuszko, a Kateřina Voroncovová-Daškovová).
Od roku 1746 společnost upadla do nečinnosti. V roce 1767 nastalo oživení a 2. ledna 1769 se spojila s American Society for Promoting Useful Knowledge pod jménem American Philosophical Society Held at Philadelphia for Promoting Useful Knowledge. Benjamin Franklin byl zvolen prvním prezidentem.
Po americké revoluci vedl společnost Francis Hopkinson, jeden ze signatářů Deklarace nezávislosti. Pod jeho vlivem společnost získala pozemky od vlády Pensylvánie, spolu s pozemkem ve Filadelfii, kde stojí American Philosophical Society Hall.
Během let se stali členy Charles Darwin, Robert Frost, Louis Pasteur, Elizabeth Cabot Agassizová, John James Audubon, Linus Pauling, Margaret Meadová, Maria Mitchellová a Thomas Edison.

## Ocenění
V roce 1786 společnost založila Magellanic Premium, cenu za přínos v "navigaci, astronomii nebo přírodní filozofii", nejstarší vědeckou cenu udělovanou americkou institucí, která je stále udělována. Dalšími cenami jsou Barzun Prize za kulturní historii, Judson Daland Prize za klinickou medicínu, Benjamin Franklin Medal, Lashley Award za neurobiologii, Lewis Award a Thomas Jefferson Medal za dobré výsledky v oblasti umění, humanitních věd nebo společenských věd.

## Publikace
APS publikuje Transactions of the American Philosophical Society již od roku 1771. Každý rok vyjde 5 čísel. Proceedings of the American Philosophical Society je vydáváno od roku 1838. Společnost také zveřejnila různé sebrané spisy (Benjamin Franklin, Joseph Henry, William Penn, Meriwether Lewis a William Clark).

## Budovy

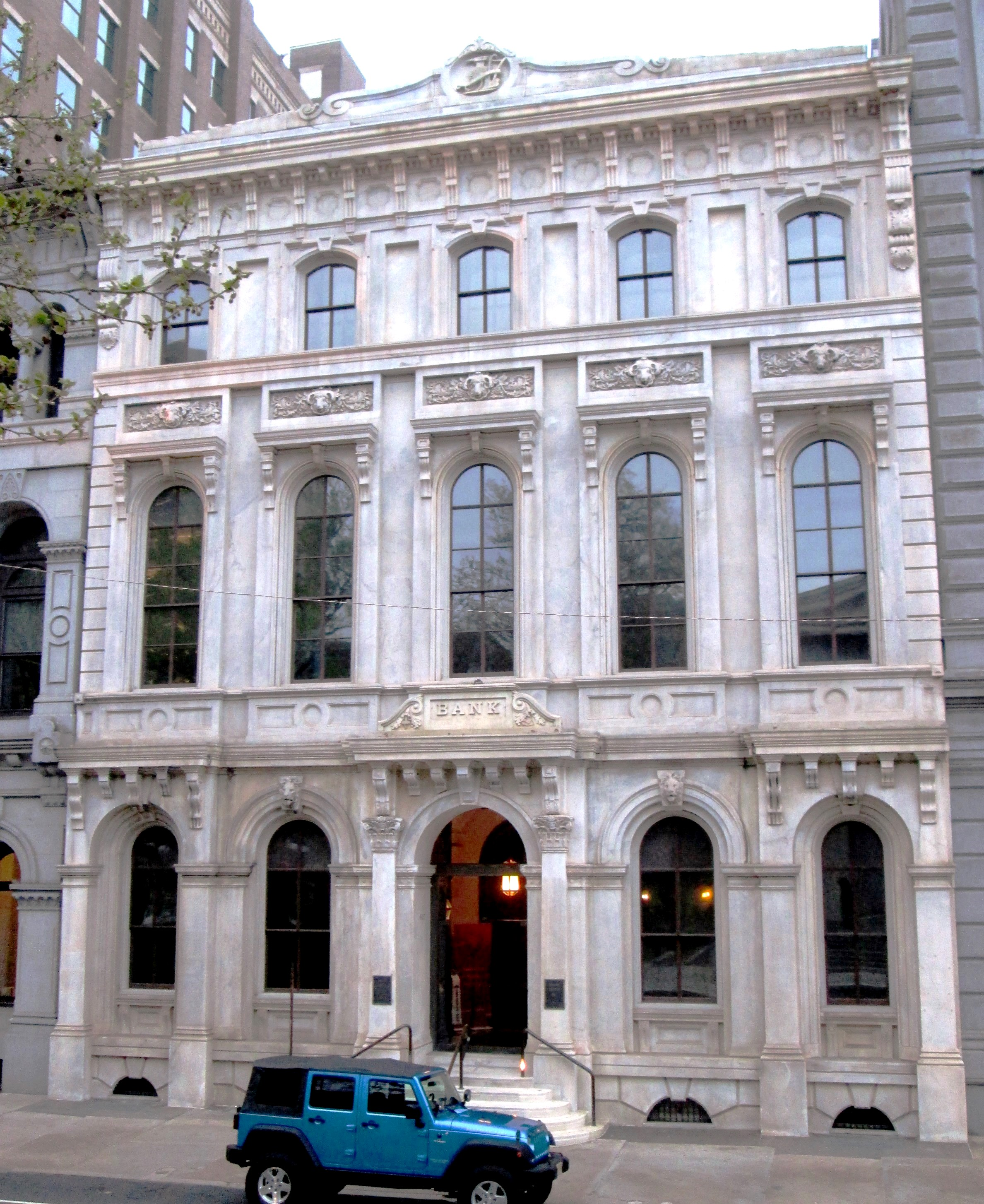
Benjamin Franklin Hall

### Philosophical Hall
Philosophical Hall, stojící na 104 South Fifth Street, mezi Chestnut a Walnut Streets, jižně od radnice, byla postavena v letech 1785-89 jako sídlo společnosti podle návrhu Samuela Vaughana. Druhé patro bylo přistavěno v roce 1890 pro rozšiřující se knihovnu, ale bylo odstraněno v letech 1948-50 při rekonstrukci do původní podoby před zařazením do Independence National Historical Park. Roku 2001 byla otevřena veřejnosti jako The American Philosophical Society Museum. Hostí výstavy, které se zabývají křižovatkami historie, umění a vědy. Muzeum představuje umělecká díla, vědecké přístroje, originální rukopisy, vzácné knihy, přírodní vzorky a kuriozity všeho druhu z vlastních sbírek APS, spolu s předměty zapůjčené z jiných institucí.

### Library Hall
V letech 1789-90 Library Company of Philadelphia (LCP) vybudovala své sídlo přímo naproti APS na 5th Street. LCP prodala svou budovu v roce 1884. Ta byla zbourána pro rozšíření Drexel & Company Building v roce 1887. Nová budova byla zbořena v polovině 50. let při vytváření Independence National Historical Park.
APS postavila knihovnu na tomto místě v roce 1958 a to s průčelím staré budovy LCP.

### Benjamin Franklin Hall
APS rekonstruovala původní Farmers' & Mechanics' Bank building na 425-29 Chestnut Street, která byla postavena v období 1854-5 a navržena Johnem M. Griesem, jako vzdělávací prostory. Hostí většinu hlavních událostí společnosti.

### Richardson Hall
Constance C. and Edgar P. Richardson Hall na 431 Chestnut Street, západně od Benjamin Franklin Hall, je původní Pennsylvania Company for Insurances on Lives and Granting Annuities Building, která byla postavena v letech 1871-73, architektem byl Addison Hutton.Dnes zde sídlí kanceláře a Philadelphia Area Center for History of Science.